# Синягин, Пётр Семёнович
Пётр Сергеевич Синягин (ум. 1847, Самара) — выбирался на должность городского головы 3 раза. Он был, пожалуй, наиболее ярким представителем руководства городским самоуправлением в 1830-х — 1840-х годах в Самаре.

## Семья
Петру Сергеевичу Синягину по ревизской сказке, предшествовавшей проводившейся в 1850 году, было 40 лет. Его супруге Авдотье Антоновне в 1850 году указывалось 53 года. У супругов был сын Николай.
Судя по тому, что ему принадлежал один из первых каменных жилых домов Самары, Петр Сергеевич был достаточно состоятельным человеком.

## Первый срок на должностигородского головы
Первый раз городским головой Самары П. С. Синягин был в 1829—1831 годах. При нём с 1829 года гласным городской думы являлись Савелий Григорьевич Дьяконов, Яков Коземиров и Илья Ширин.

## Второй срок на должностигородского головы
П. С. Синягин работал второй раз городским головой Самары в 1835—1837 годах. По-видимому, возвращение к политической деятельности, было в немалой степени вызвано смертью сына Николая, произошедшей в 1834 году.

### Деятельность
Судя по документам, 10 декабря 1836 года он принял решение о проведении 20 декабря того же года выборов судьи, магистрата, купеческого и мещанского старост, депутата квартирной комиссии, занимавшейся воинским постоем. В 1835 году на выборах мещанского старосты (проходивших в присутствии П. С. Синягина) баллотировкой из 3-х кандидатов на 1836 год был избран Павел Савельевич Кремнев при голосах «за» в количестве 51, а «против» — 2.

### Благотворительностьи просветительская деятельность
Он организовывал среди горожан подписку на акции 2-го Страховаго отъ огня общества, собирал добровольные пожертвования в пользу пострадавших от огня жителей Тулы и Тюремного комитета Симбирска.
Как городской голова, он проводил среди горожан подписку на «Коммерческую Газету», «Лесной Журналъ», «Литературныя прибавленія къ Русскому Инвалиду», «Журналъ Министерства Внутреннихъ Делъ».
По просьбе штатного смотрителя уездного училища Петр Сергеевич приглашал почетных гостей из купечества и мещанства на открытие занятий в новом учебном году и на публичные экзамены.

## Третий срок на должностигородского головы
Третий срок пребывания П. С. Синягина на должности городского головы относится к 1844 году.

### Деятельность иблаготворительность
Став городским головой, Синягин поручил купеческому старосте Дмитрию Егоровичу Курицыну организовать среди жителей Самары сбор средств в пользу Антиохийской православной церкви на Ближнем Востоке и некоторые другие благотворительные акции.

## После службы
Уже оставив пост городского головы, купец 3-й гильдии Синягин продолжал заниматься коммерцией.
Скончался Петр Сергеевич Синягин в 1847 году в Самаре.
В 1856 году к Струковскому саду присоединили сад П. С. Синягина, располагавшийся севернее Струковского.